# Liste der Baudenkmäler in Döhlau
Auf dieser Seite sind die Baudenkmäler in der oberfränkischen Gemeinde Döhlau zusammengestellt. Diese Tabelle ist eine Teilliste der Liste der Baudenkmäler in Bayern. Grundlage ist die Bayerische Denkmalliste, die auf Basis des Bayerischen Denkmalschutzgesetzes vom 1. Oktober 1973 erstmals erstellt wurde und seither durch das Bayerische Landesamt für Denkmalpflege geführt wird. Die folgenden Angaben ersetzen nicht die rechtsverbindliche Auskunft der Denkmalschutzbehörde.
 Diese Liste gibt den Fortschreibungsstand vom 19. August 2014 wieder und enthält 9 Baudenkmäler.

## Baudenkmäler nach Ortsteilen

### Döhlau
| Lage                       | Objekt                                                                                 | Beschreibung                                                              | Akten-Nr.             | Bild           |
| -------------------------- | -------------------------------------------------------------------------------------- | ------------------------------------------------------------------------- | --------------------- | -------------- |
| Am Schloss 1 (Standort)    | Schloss                                                                                | Zweigeschossiger Walmdachbau, 1702                                        | D-4-75-120-2 Wikidata | weitere Bilder |
| Am Schloss 1 (Standort)    | Schloss, Pavillonbauten                                                                | 1900                                                                      | D-4-75-120-2 Wikidata | BW             |
| Am Schloss 1 (Standort)    | Schloss, Rundbogentor zum Hof                                                          | Bezeichnet „1753“                                                         | D-4-75-120-2 Wikidata | BW             |
| Hofer Straße 36 (Standort) | Pfarrhaus                                                                              | Zweigeschossiger Walmdachbau, 18. Jahrhundert                             | D-4-75-120-3          | BW             |
| Kirchstraße 2 (Standort)   | Ehemalige Schlosskapelle, jetzt evangelisch-lutherische Pfarrkirche St. Peter und Paul | Saalbau mit großem Giebelreiter, im Kern 15. Jahrhundert; mit Ausstattung | D-4-75-120-1 Wikidata | weitere Bilder |

### Kautendorf
| Lage                                                 | Objekt                              | Beschreibung | Akten-Nr.             | Bild           |
| ---------------------------------------------------- | ----------------------------------- | --- | --------------------- | -------------- |
| Döhlauer Weg 4, an der Straße nach Döhlau (Standort) | Steinkreuz                          | Granit, wohl nachmittelalterlich | D-4-75-120-6 Wikidata | BW             |
| Hauptstraße 10 (Standort)                            | Pfarrhaus                           | Zweigeschossiger Satteldachbau mit Hofdurchfahrt, bezeichnet „1861“                                                                   | D-4-75-120-5 Wikidata | BW             |
| Nähe Hauptstraße (Standort)                          | Evangelisch-lutherische Pfarrkirche | Mansarddachgedeckter Saalbau, 1733, sowie satteldachgedeckter eingezogener Chor, 1498, Dachreiter mit Welscher Haube; mit Ausstattung | D-4-75-120-4 Wikidata | weitere Bilder |

### Tauperlitz
| Lage                                                              | Objekt         | Beschreibung | Akten-Nr.             | Bild |
| ----------------------------------------------------------------- | -------------- | --- | --------------------- | ---- |
| Gartenstraße 6 (Standort)                                         | Kleinbauernhof | Zweigeschossiger Wohnstallbau mit Satteldach, Fachwerkobergeschoss, 18. Jahrhundert, gleichzeitige Scheune, in jüngerer Zeit aufgestockt | D-4-75-120-7 Wikidata | BW   |
| Hofer Weg, Abzweigung Lindenweg (Standort)                        | Steinkreuz     | Spätmittelalterlich | D-4-75-120-8          | BW   |
| Hofer Wegfelder; Höfer Weg; Gemarkungsgrenze Stadt Hof (Standort) | Steinkreuz     | Granit, spätmittelalterlich | D-4-75-120-9 Wikidata | BW   |